# Norman Chester
Sir Daniel Norman Chester, CBE (* 27. Oktober 1907 in Manchester; † 20. September 1986 in Oxford) war ein britischer Politik- und Verwaltungswissenschaftler sowie langjähriger Direktor des Nuffield College der University of Oxford.

## Leben
Chester studierte an der University of Manchester, wo er 1930 das Bachelor- und 1933 das Master-Examen ablegte. Von 1935/36 machte er sich, finanziert durch ein Rockefeller-Stipendium, mit der Verwaltung von öffentlichen Versorgungsbetrieben in den USA vertraut. Während des Zweiten Weltkrieges arbeitete er für die Wirtschaftsabteilung des Kriegskabinetts und war Sekretär des Committee on Social Insurance and Allied Services. 1945 zog er nach Oxford und wurde Fellow des Nuffield College, von 1954 bis 1978 war er dessen Direktor. Von 1965 bis 1975 stand er dem Oxford Centre for Management Studies vor, das er mit aufgebaut hatte. Von 1952 bis 1972 war er Mitglied des Stadtrats von Oxford.
Chester war Gründungsvorsitzender der Political Studies Association (PSA) (1950–57) sowie Gründungsmitglied der International Political Science Association (IPSA) (1950), der Study of Parliament Group (1964), der Comparative Politics Group (1967) und des European Consortium for Political Research (1969), von 1961 bis 1964 amtierte er als IPSA-Präsident.
Er hatte ein lebenslanges Interesse am Fußball und war Aktionär und Unterstützer von Oxford United. Football Club. Auf Landesebene leitete im Regierungs- und auch Verbandsauftrag mehrfach Untersuchungs- und Reformkommitees. Unter anderem leitete er die Verhandlungen zur Verbesserung der Fußballstadien der Football-League-Klubs in Übereinstimmung mit dem Safety of Sports Grounds Act 1975.
Chester wurde 1951 für seine Verdienste um das Studium der öffentlichen Verwaltung mit dem C.B.E. ausgezeichnet und 1974 in den Ritterstand erhoben. Im Jahr 1976 wurde er zum Chevalier de la Légion d’Honneur ernannt.

## Schriften (Auswahl)
- Economics, politics and social studies in Oxford, 1900-85. Macmillan, Houndsmills 1986, ISBN 0-333-40837-3.
- The English administrative system, 1780-1870. Oxford University Press/Clarendon Press, Oxford/New York 1981, ISBN 0-19-822643-8.
- The nationalisation of British industry, 1945-51. H.M.S.O., London 1975, ISBN 0-11-630189-9.
- Central and local government. Financial and administrative relations.  Macmillan, London 1951.
- Lessons of the British war economy. University Press, Cambridge 1951.
- Public control of road passenger transport. A study in administration and economics.  Manchester University Press, Manchester 1936.